# Лукашенко Едуард Федорович
Едуард Федорович Лукашенко (19 квітня 1936, місто Харків, тепер Харківської області) — український діяч, 2-й секретар Харківського міськкому КПУ, 1-й заступник голови Харківського облвиконкому, заступник голови Харківської обласної державної адміністрації. Член Ревізійної Комісії КП України в 1981—1986 роках.

## Біографія
Освіта вища. У 1959 році закінчив Харківський інженерно-будівельний інститут.
Член КПРС з 1965 року.
У березні 1967 — січні 1972 р. — інструктор Харківського міського комітету КПУ. У січні 1972 — березні 1975 р. — головний інженер, керуючий тресту «Харківоргтехбуд».
У березні 1975 —  жовтні 1976 р. — завідувач відділу будівництва Харківського міського комітету КПУ.
У жовтні 1976 —  грудні 1978 р. — голова виконавчого комітету Дзержинської районної ради народних депутатів міста Харкова.
У грудні 1978 — березні 1985 р. — 2-й секретар Харківського міського комітету КПУ.
У березні 1985 —  травні 1990 р. — 1-й заступник голови виконавчого комітету Харківської обласної ради народних депутатів.
У червні 1990 — лютому 1991 р. — 1-й заступник начальник Головного управління Українського міжобласного об'єднання. У лютому 1991 — травні 1992 р. — помічник голови Харківської обласної ради народних депутатів.
У травні 1992 — липні 1995 р. — секретар Харківської обласної державної адміністрації (Постійного представника Президента України в Харківській області).
3 жовтня 1995 — 2000 р. — заступник голови Харківської обласної державної адміністрації з питань організаційно-кадрової роботи, керівник секретаріату Харківської обласної державної адміністрації.
Потім — на пенсії у місті Харкові. У 2007—2012 роках — помічник на громадських засадах депутата Верховної Ради України 6-го скликання від БЮТ Олексія Логвиненка

## Нагороди
- ордени
- медалі